# Eymard Corbin
Pour les articles homonymes, voir Corbin.
Eymard Corbin, né le 2 août 1934 à Grand-Sault au Canada, est un journaliste, enseignant et homme politique canadien du Nouveau-Brunswick.

## Biographie
Eymard Corbin naît le 2 août 1934 à Grand-Sault, au Nouveau-Brunswick. Il entame une carrière de journaliste et d'enseignant, mais se lance en politique en 1968, en étant élu député fédéral libéral de la circonscription de Madawaska—Victoria le 25 juin 1968. Il est ensuite constamment réélu aux élections de 1972, 1974, 1979 et 1980 et garde ainsi son siège durant plus de seize ans.
Sur recommandation de John Napier Turner, il est nommé sénateur le 9 juillet 1984, fonction qu'il occupe jusqu'au 2 août 2009, date de retraite obligatoire à 75 ans. 